# Anoteropsis hilaris
Anoteropsis hilaris är en spindelart som först beskrevs av Ludwig Carl Christian Koch 1877.  Anoteropsis hilaris ingår i släktet Anoteropsis och familjen vargspindlar. Inga underarter finns listade i Catalogue of Life.